# Даунз, Артур
Артур Драммонд Даунз (англ. Arthur Drummond Downes; 23 февраля 1883, Глазго, Ланаркшир — 12 сентября 1956, Хеленсбург, Данбартоншир) — британский яхтсмен, чемпион летних Олимпийских игр 1908 года.
На Играх 1908 года в Лондоне Даунз соревновался в классе 12 м. Его команда выиграла две гонки и в итоге заняла первое место.